# Coracina
Coracina är ett fågelsläkte i familjen gråfåglar inom ordningen tättingar. Släktet omfattar ett 20-tal arter med vid utbredning i Asien från Himalaya, södra Kina och Filippinerna till Australien:
- Tjocknäbbad gråfågel (C. caeruleogrisea)
- Långstjärtad gråfågel (C. longicauda)
- Azurgråfågel (C. temminckii)
- Svartvit gråfågel (C. bicolor)
- Markgråfågel (C. maxima)
- Gulögd gråfågel (C. lineata)
- Australisk gråfågel (C. novaehollandiae)
- Papuagråfågel (C. boyeri)
- Burugråfågel (C. fortis)
- Wallaceagråfågel (C. personata)
- Nordmelanesisk gråfågel (C. welchmani)
- Sydmelanesisk gråfågel (C. caledonica)
- Vitögd gråfågel (C. striata)
- Mindorogråfågel (C. mindorensis)
- Visayagråfågel (C. panayensis)
- Boholgråfågel (C. kochii)
- Sulugråfågel (C. guillemardi)
- Indisk gråfågel (C. macei)
- Orientgråfågel (C. javensis)
- Malackagråfågel (C. larutensis)
- Andamangråfågel (C. dobsoni)
- Skiffergråfågel (C. schistacea)
- Vitgumpad gråfågel (C. leucopygia)
- Sundagråfågel (C. larvata)
- Vitbukig gråfågel (C. papuensis)
- Moluckgråfågel (C. atriceps)
- Halmaheragråfågel (C. parvula)

Tidigare inkluderade Coracina arter som numera placeras i släktena Malindangia, Lalage, Cyanograucalus, Celebesica och Edolisoma. Genetiska studier visar dock att Coracina i vidare bemärkelse är parafyletiskt i förhållande till Lalage och Campephaga. Även arterna i Ceblepyris behandlades tidigare som en del av Coracina.